# 신시내티 마스터스
신시내티 마스터스(Cincinnati Masters)는 매년 미국 오하이오주 신시내티 근방에 위치한 도시인 메이슨의 교외에서 열리는 남녀 통합 테니스 대회이다. 대회 스폰서인 웨스턴 앤 서던 파이낸셜 그룹의 이름을 따서 공식 명칭은 Western & Southern Financial Group Masters & Women's Open으로 불린다. 1899년 9월 18일 처음으로 개최된 이 대회는, 현재 미국의 테니스 대회들 가운데서 가장 오랜 역사를 가진 대회들 중 하나이다.
이 대회는 남자 투어에서는 9개의 마스터스 1000 대회 중 하나에 속한다. 여자 투어에서는 상금 2백만 달러의 프리미어 5 대회에 속하며, 미국 중서부에서 열리는 유일한 WTA 투어 대회이기도 하다. 2009년 및 2010년 대회에서는 남녀 경기가 8월에 각각 연달아 열릴 계획이지만(2009년 8월 8~23일, 2010년 8월 7~22일), 2011년부터는 남녀 경기를 모두 8일 만에 소화하는 것으로 일정이 변경될 예정이다.

## 역사
신시내티 마스터스는 1899년 신시내티 오픈(Cincinnati Open)이라는 이름으로 처음 시작되었다. 최초의 대회는 현재 자비에 대학 부지의 일부가 된 아본데일 스포츠 클럽(the Avondale Athletic Club)에서 개최되었으며, 이후 대회 운영상의 사정 및 코트 종류의 변동에 따라 몇 번에 걸쳐 개최 장소의 이전이 있었다. 1978년까지는 주로 클레이 코트에서 열렸으며, 1979부터는 영구적으로 하드 코트 대회로 바뀌게 되었다.
1903년 대회 장소가 신시내티 테니스 클럽으로 변경되면서 1972년까지 주로 이 장소에서 대회가 개최되었다. 1974년에는 대회 개최가 거의 무산될 뻔하기도 했으나, 막판에 신시내티 컨벤션 센터(the Cincinnati Convention Center)로 장소를 옮겨 어렵게 개최되기도 하였다. 이 해 대회는 실내에서 치러졌으며, 1919년 이후 처음으로 여자 드로가 빠지게 되었다. 1975년 대회 장소가 오하이오 강 옆의 올드 코니 어뮤즈먼트 파크(the Old Coney amusement park)로 옮겨지면서 대회는 다시금 예전의 추진력을 얻게 되었다.
1979년 대회 장소가 메이슨으로 옮겨졌다. 이곳에는 현재의 메인 경기장(스타디움)이 지어졌으며, 이와 함께 코트 종류도 과거의 하트루 클레이에서 현재의 하드 코트(데코 터프 II)로 변경되었다. 이후에 두 개의 경기장이 더 지어졌으며, 이 덕분에 신시내티 마스터스는 4개의 그랜드 슬램 대회를 제외하면 세 개의 경기장(센터 코트, 그랜드스탠드 코트, 코트 3)을 가진 유일한 테니스 대회가 되었다.
1988년에는 일시적으로 여자 경기가 함께 열리기도 했다. 이후 옥타곤 스포츠 에이전시(the Octagon sports agency)의 도움으로 대회 조직위가 크로아티아에서 열리던 대회를 사들여 신시내티로 개최지를 옮겨오면서 2004년부터 여자 경기가 완전히 부활하게 되었다.
1975년 이래로 신시내티 마스터스의 운영에 있어서 폴 M. 플로리(Paul M. Flory)가 핵심적인 역할을 담당해왔다. 그는 현재 대회 위원장(chairman)이자 프락터 앤드 갬블사의 전 중역이었다. 그는 재임기간 동안 대회의 가치를 더욱 높였으며, 대회 수익금의 일부를 지속적으로 자선 단체에 기부하여 활발한 기부 활동을 해온 것으로 좋은 평가를 받았다. 신시내티 마스터스는 현재 신시내티 어린이 병원 의학 센터 및 찰스 M. 바렛 암 센터(the Charles M. Barrett Cancer Center)에 대회 수익금을 기부하고 있다.
폴 플로리는 ATP가 수여하는 '아서 애시 인도주의 상'(Humanitarian Award)을 수상하였으며, USTA/중서부 명예의 전당 및 신시내티 테니스 명예의 전당에 헌액되었다. 2009년에는 신시내티 상공회의소에 의해 '살아있는 위대한 신시내티인'(the Great Living Cincinnatians)으로 선정되기도 했다. 그는 1960년대 후반부터 자원하여 대회 운영에 참여해왔으며, 여태까지 모든 임금 지불 제안을 거절하고 무료로 대회를 위해 일하고 있다.
2008년, 신시내티 마스터스의 남자 부문은 US 오픈의 소유주인 미국 테니스 협회에 매각되었다.

## 장소
신시내티 마스터스는 오하이오주 메이슨의 린드너 패밀리 테니스 센터에서 개최된다. 이곳은 3개의 전용 경기장을 갖추고 있으며, 4개 그랜드 슬램 대회를 제외하면 3개 이상의 전용 경기장을 갖춘 세계에서 유일한 테니스 대회이다. 센터 코트는 1981년 세워져 이후 몇 회에 걸쳐 증축되었으며, 10,700명을 수용할 수 있다. 2번 경기장인 그랜드스탠드 코트(Grandstand Court)는 1995년 세워졌으며 5,000명을 수용할 수 있다. 3번 경기장은 1997년 세워졌으며 2,000명을 수용할 수 있다. 이 테니스 센터에 있는 전체 코트 수는 10면이다.

## 역대 대회 결과

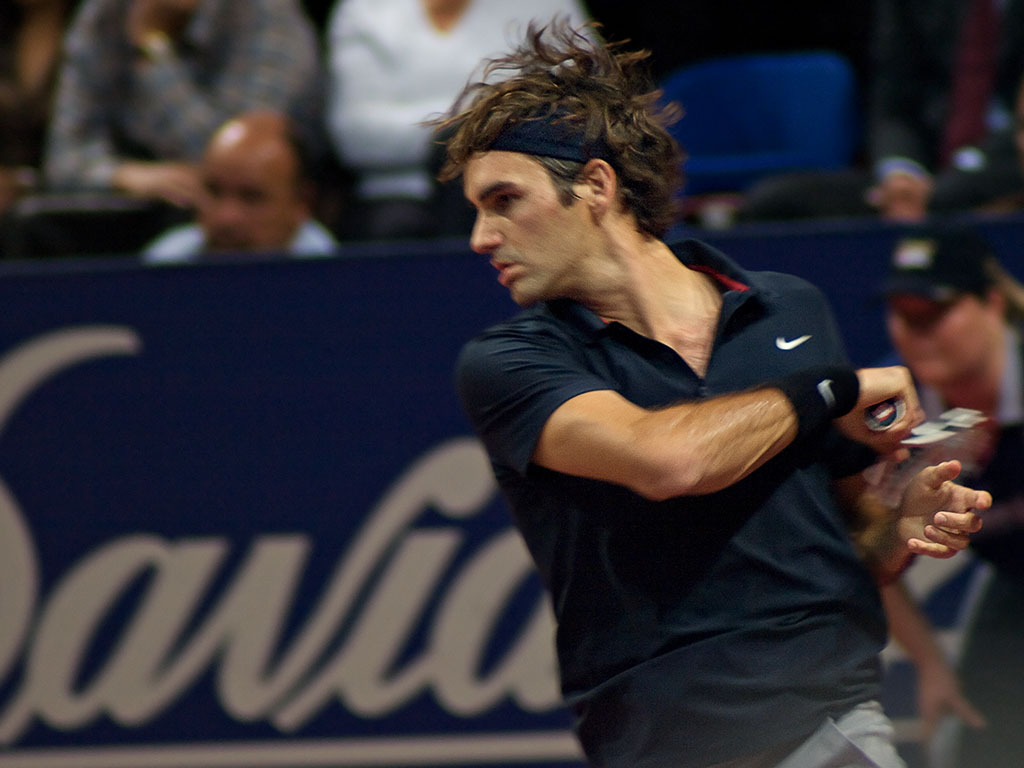
2010년 대회 남자 단식 우승자인 로저 페더러.

### 남자 단식 결승
| 연도  | 우승자                        | 준우승자                      | 스코어                        |
| ----- | ----------------------------- | ----------------------------- | ----------------------------- |
| 2010  | 로저 페더러                   | 마디 피시                     | 6–7(5), 7–6(1), 6-4           |
| 2009  | 로저 페더러                   | 노바크 조코비치               | 6–1, 7–5                      |
| 2008  | 앤디 머리                     | 노바크 조코비치               | 7-6(4), 7-6(5)                |
| 2007  | 로저 페더러                   | 제임스 블레이크               | 6-1, 6-4                      |
| 2006  | 앤디 로딕                     | 후안 카를로스 페레로          | 6-3, 6-4                      |
| 2005  | 로저 페더러                   | 앤디 로딕                     | 6-3, 7-5                      |
| 2004  | 앤드리 애거시                 | 레이턴 휴잇                   | 6-3, 3-6, 6-2                 |
| 2003  | 앤디 로딕                     | 마디 피시                     | 4-6, 7-6, 7-6                 |
| 2002  | 카를로스 모야                 | 레이턴 휴잇                   | 7-5, 7-6                      |
| 2001  | 구스타보 쿠에르텐             | 패트릭 라프터                 | 6-1, 6-3                      |
| 2000  | 토마스 엔크비스트             | 팀 헨먼                       | 7-6, 6-4                      |
| 1999  | 피트 샘프러스                 | 패트릭 라프터                 | 7-6, 6-3                      |
| 1998  | 패트릭 라프터                 | 피트 샘프러스                 | 1-6, 7-6, 6-4                 |
| 1997  | 피트 샘프러스                 | 토마스 무스터                 | 6-3, 6-4                      |
| 1996  | 앤드리 애거시                 | 마이클 창                     | 7-6, 6-4                      |
| 1995  | 앤드리 애거시                 | 마이클 창                     | 7-5, 6-2                      |
| 1994  | 마이클 창                     | 스테판 에드베리               | 6-2, 7-5                      |
| 1993  | 마이클 창                     | 스테판 에드베리               | 7-5, 0-6, 6-4                 |
| 1992  | 피트 샘프러스                 | 이반 렌들                     | 6-3, 3-6, 6-3                 |
| 1991  | 기 포르제                     | 피트 샘프러스                 | 2-6, 7-6, 6-4                 |
| 1990  | 스테판 에드베리               | 브래드 길버트                 | 6-1, 6-1                      |
| 1989  | 브래드 길버트                 | 스테판 에드베리               | 6-4, 2-6, 7-6                 |
| 1988  | 매츠 빌랜더                   | 스테판 에드베리               | 3-6, 7-6, 7-6                 |
| 1987  | 스테판 에드베리               | 보리스 베커                   | 6-4, 6-1                      |
| 1986  | 매츠 빌랜더                   | 지미 코너스                   | 6-4, 6-1                      |
| 1985  | 보리스 베커                   | 매츠 빌랜더                   | 6-4, 6-2                      |
| 1984  | 매츠 빌랜더                   | 안데르스 야뤼드               | 7-6, 6-3                      |
| 1983  | 매츠 빌랜더                   | 존 매켄로                     | 6-4, 6-4                      |
| 1982  | 이반 렌들                     | 스티브 덴턴                   | 6-2, 7-6                      |
| 1981  | 존 매켄로                     | 크리스 루이스                 | 6-3, 6-4                      |
| 1980  | 해럴드 솔로몬                 | 프란시스코 곤살레스           | 7-6, 6-3                      |
| 19791 | 피터 플레밍                   | 로스코 태너                   | 6-4, 6-2                      |
| 1978  | 에디 디브스                   | 라울 라미레스                 | 5-7, 6-3, 6-2                 |
| 1977  | 해럴드 솔로몬                 | 마크 콕스                     | 6-2, 6-3                      |
| 1976  | 로스코 태너                   | 에디 디브스                   | 7-6, 6-3                      |
| 1975  | 톰 고먼                       | 셔우드 스튜어트               | 7-5, 2-6, 6-4                 |
| 1974  | 마티 리슨                     | 로버트 루츠                   | 7-6, 7-6                      |
| 1973  | 일리에 나스타시               | 마누엘 오란테스               | 5-7, 6-3, 6-4                 |
| 1972  | 지미 코너스                   | 기예르모 빌라스               | 6-3, 6-3                      |
| 1971  | 스탠 스미스                   | 후안 히스베르트 시니어        | 7-6, 6-3                      |
| 1970  | 켄 로즈월                     | 클리프 리치                   | 7-9, 9-7, 8-6                 |
| 1969  | 클리프 리치                   | 앨런 스톤                     | 6-1, 6-2                      |
| 1968  | 윌리엄 해리스                 | 톰 고먼                       | 3-6, 6-2, 6-2                 |
| 1967  | 호아킨 로요마요               | 하이메 피욜                   | 8-6, 6-1                      |
| 1966  | 데이비드 파워                 | 윌리엄 해리스                 | 7-5, 3-6, 0-6, 6-1, 6-2       |
| 1965  | 빌리 레노이                   | 허브 피츠기번                 | 1-6, 6-3, 6-3, 9-7            |
| 1964  | 허브 핏지본                   | 로버트 브리언                 | 6-1, 6-3, 6-1                 |
| 1963  | 마티 리슨                     | 허브 핏지본                   | 6-1, 6-3, 7-5                 |
| 1962  | 마티 리슨                     | 앨런 폭스                     | 1-6, 6-2, 6-2, 6-3            |
| 1961  | 앨런 폭스                     | 빌리 레노이                   | 3-6, 8-6, 6-2, 6-1            |
| 1960  | 미겔 올베라                   | 크로퍼드 헨리                 | 4-6, 9-7, 6-4                 |
| 1959  | 휘트니 리드                   | 도널드 델                     | 1-6, 7-5, 6-3, 6-3            |
| 1958  | 버나드 바천                   | 새미 지아말바                 | 7-5, 6-3, 6-2                 |
| 1957  | 버나드 바천                   | 그랜트 골든                   | 6-4, 7-5, 6-4                 |
| 1956  | 에드워드 모일런               | 버나드 바천                   | 6-0, 6-3, 6-3                 |
| 1955  | 버나드 바천                   | 토니 트래버트                 | 7-9, 11-9, 6-4                |
| 1954  | 스트레이트 클라크             | 새미 지아말바                 | 8-6, 6-1, 6-1                 |
| 1953  | 토니 트래버트                 | 해밀턴 리처드슨               | 10-8, 6-3, 6-4                |
| 1952  | 노엘 브라운                   | 프레드 헤기스트               | 6-4, 0-6, 2-0 (기권)          |
| 1951  | 토니 트래버트                 | 빌 탤버트                     | 5-7, 4-6, 6-4, 6-3, 6-4       |
| 1950  | 글랜 바셋                     | 해밀턴 리처드슨               | 6-2, 4-6, 6-1, 6-1            |
| 1949  | 제임스 브링크                 | 아널드 솔                     | 6-4, 6-8, 6-4, 6-0            |
| 1948  | 허버트 베렌스                 | 어빈 도프먼                   | 7-5, 11-9, 2-6, 6-8, 6-4      |
| 1947  | 빌 탤버트                     | 조지 페로                     | 6-1, 6-0, 6-0                 |
| 1946  | 닉 카터                       | 조지 E. 리처즈                | 6-1, 6-1                      |
| 1945  | 빌 탤버트                     | 엘우드 쿡                     | 6-2, 7-9 6-2                  |
| 1944  | 판초 세구라                   | 빌 탤버트                     | 9-11, 6-2, 7-5, 2-6, 7-5      |
| 1943  | 빌 탤버트                     | 시모어 그린버그               | 6-1, 6-2, 6-3                 |
| 1942  | 판초 세구라                   | 빌 탤버트                     | 1-6, 6-2, 6-4, 12-10          |
| 1941  | 프랭크 파커                   | 빌 탤버트                     | 6-2, 6-2, 6-4                 |
| 1940  | 보비 리그스                   | 아서 마크스                   | 11-9, 6-2, 4-6, 6-8, 6-1      |
| 1939  | 브라이언 그랜트               | 프랭크 파커                   | 4-6, 6-3, 6-1, 2-6, 6-4       |
| 1938  | 보비 리그스                   | 프랭크 파커                   | 6-1, 7-5, 6-3                 |
| 1937  | 보비 리그스                   | 존 맥더미드                   | 6-3, 6-3, 4-6, 6-3            |
| 1936  | 보비 리그스                   | 찰스 해리스                   | 6-1, 6-3, 6-1                 |
| 1935  | 대공황으로 인해 대회 중단     | 대공황으로 인해 대회 중단     | 대공황으로 인해 대회 중단     |
| 1934  | 헨리 프루소프                 | 아서 핸드릭스                 | 6-3, 6-2, 4-6, 6-4            |
| 1933  | 브라이언 그랜트               | 프랭크 파커                   | 11-9, 6-2, 1-6, 7-5           |
| 1932  | 조지 롯                       | 프랭크 파커                   | 5-7, 6-2, 4-6, 6-0, 6-3       |
| 1931  | 클리프 서터                   | 브루스 반스                   | 6-3, 6-2, 3-6, 6-3            |
| 1930  | 프랭크 실즈                   | 에멋 페어                     | 6-2, 6-4, 3-6, 2-6, 6-1       |
| 1929  | 허버트 보먼                   | 줄리어스 셀리그슨             | 2-6, 6-4, 6-4, 6-1            |
| 1928  | 에멋 페어                     | 해리스 코제셜                 | 2-6, 6-1, 6-4, 6-4            |
| 1927  | 조지 롯                       | 에멋 페어                     | 6-4, 6-4, 6-2                 |
| 1926  | 빌 틸던                       | 조지 롯                       | 4-6, 6-3, 7-9, 6-4, 6-3       |
| 1925  | 조지 롯                       | 줄리어스 사갈로프스키         | 6-3, 7-5, 6-1                 |
| 1924  | 조지 롯                       | 폴 컨켈                       | 2-6, 13-11, 6-4, 6-3          |
| 1923  | 루이스 쿨러                   | 폴 컨켈                       | 6-3, 6-3, 6-2                 |
| 1922  | 루이스 쿨러                   | 에드윈 헙트                   | 6-3, 6-1, 6-1                 |
| 1921  | 대회 중단                     | 대회 중단                     | 대회 중단                     |
| 1920  | 존 F. 헤네시                  | 월터 웨스브룩                 | 8-10, 6-3, 6-3, 6-4           |
| 1919  | 프리츠 배스천                 | 존 F. 헤네시                  | 2-6, 6-4, 6-1, 6-4            |
| 1918  | 제1차 세계 대전으로 대회 중단 | 제1차 세계 대전으로 대회 중단 | 제1차 세계 대전으로 대회 중단 |
| 1917  | 프리츠 배스천                 | 존 G. 매케이                  | 4-6, 6-4, 6-1, 6-2            |
| 1916  | 빌 존스턴                     | 클래런스 그리핀               | 경기 포기                     |
| 1915  | 클래런스 그리핀               | 윌리엄 S. 매켈로이            | 6-4, 6-3, 6-3                 |
| 1914  | 윌리엄 S. 매켈로이            | 윌리엄 호그                   | 6-4, 1-6, 6-4, 6-2            |
| 1913  | 윌리엄 S. 매켈로이            | 거스 터차드                   | 경기 포기                     |
| 1912  | 거스 터차드                   | 리처드 H. 파머                | 6-1, 6-2, 7-5                 |
| 1911  | 리처드 H. 파머                | 리처드 비숍                   | 14-12, 6-4, 8-6               |
| 1910  | 리처드 H. 파머                | 월리스 F. 존슨                | 11-9, 6-3, 6-4                |
| 1909  | 로버트 리로이                 | 냇 에머슨                     | 6-3, 3-6, 6-0, 1-6, 6-3       |
| 1908  | 로버트 리로이                 | 냇 에머슨                     | 6-0, 7-5, 6-4                 |
| 1907  | 로버트 리로이                 | 로버트 천시 시버              | 8-6, 6-8, 6-2, 6-0            |
| 1906  | 빌스 라이트                   | 로버트 리로이                 | 6-4, 6-4, 4-6, 4-6, 6-2       |
| 1905  | 빌스 라이트                   | 크리 콜린스                   | 6-3, 7-5, 4-6, 7-9, 6-3       |
| 1904  | 빌스 라이트                   | L. 해리 웨이드너              | 7-5, 6-0, 6-3                 |
| 1903  | 크리 콜린스                   | 레이먼드 D. 리틀              | 11-9, 4-6, 6-1, 3-6, 6-4      |
| 1902  | 레이먼드 D. 리틀              | 크리 콜린스                   | 3-6, 6-8, 6-4, 6-1, 6-2       |
| 1901  | 레이먼드 D. 리틀              | 크리 콜린스                   | 2-6, 8-6, 6-4, 7-5            |
| 1900  | 레이먼드 D. 리틀              | 냇 에머슨                     | 6-2 6-4 6-2                   |
| 1899  | 냇 에머슨                     | 더들리 섯핀                   | 8-6, 6-1, 10-8                |

### 여자 단식 결승

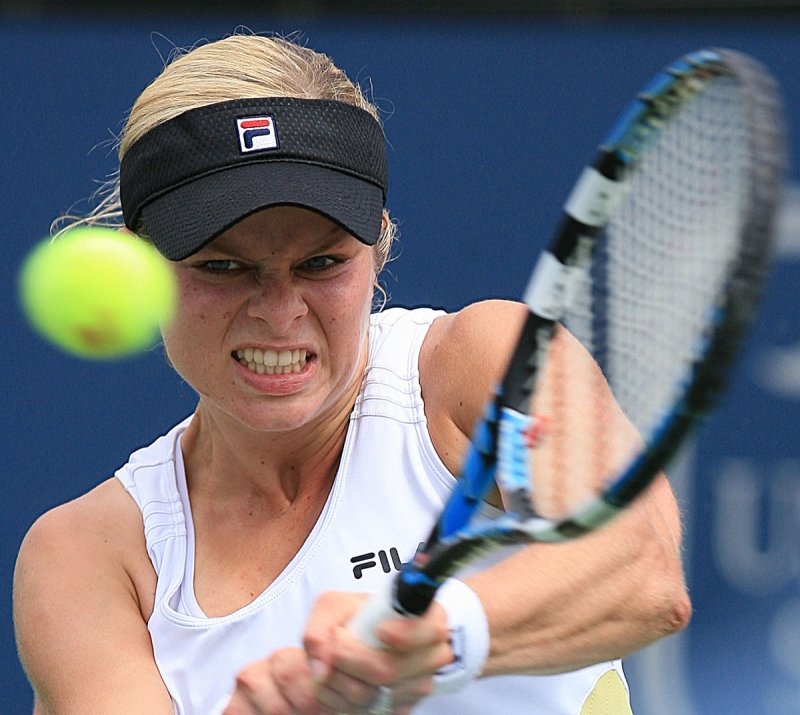
2010년 대회 여자 단식 우승자인 킴 클레이스터르스.

| 연도      | 우승자                             | 준우승자                           | 스코어                             |
| --------- | ---------------------------------- | ---------------------------------- | ---------------------------------- |
| 2010      | 킴 클레이스터르스                  | 마리아 샤라포바                    | 6–7(5), 7–6(1), 6-4                |
| 2009      | 옐레나 얀코비치                    | 디나라 사피나                      | 6–4, 6–2                           |
| 2008      | 나디아 페트로바                    | 나탈리 드시                        | 6-2, 6-1                           |
| 2007      | 안나 차크베타제                    | 모리가미 아키코                    | 6-1, 6-3                           |
| 2006      | 베라 즈보나레바                    | 카타리나 스레보트니크              | 6-2, 6-4                           |
| 2005      | 패티 슈니더                        | 모리가미 아키코                    | 6-4, 6-0                           |
| 2004      | 린지 대븐포트                      | 베라 즈보나레바                    | 6-3, 6-2                           |
| 1989-2003 | 여자 경기 미개최                   | 여자 경기 미개최                   | 여자 경기 미개최                   |
| 1988      | 바버라 포터                        | 헬렌 켈레시                        | 6-2, 6-2                           |
| 1974-87   | 여자 경기 미개최                   | 여자 경기 미개최                   | 여자 경기 미개최                   |
| 1973      | 이본 굴라공 콜리                   | 크리스 에버트                      | 6-2, 7-5                           |
| 1972      | 마거릿 코트                        | 이본 굴라공 콜리                   | 3-6, 6-2, 7-5                      |
| 1971      | 버지니아 웨이드                    | 린다 튜로                          | 6-3, 6-3                           |
| 1970      | 로즈마리 카잘스                    | 낸시 리치 건터                     | 6-3, 6-3                           |
| 1969      | 레슬리 터너 보우리                 | 가일 샹프로                        | 1-6, 7-5, 10-10 (기권)             |
| 1968      | 린다 튜로                          | 토리 프렛츠                        | 6-1, 6-2                           |
| 1967      | 제인 바트코비치                    | 패치 리피                          | 6-4, 6-1                           |
| 1966      | 제인 바트코비치                    | 피치 켈마이어                      | 6-3, 6-3                           |
| 1965      | 스테파니 드피나                    | 로버타 앨리슨                      | 10-8, 5-7, 6-4                     |
| 1964      | 진 다닐로비치                      | 앨리스 팀                          | 6-1, 6-2                           |
| 1963      | 스테파니 드피나                    | 제인 바트코비치                    | 7-5, 6-2                           |
| 1962      | 줄리 헬드먼                        | 로버타 앨리슨                      | 6-4, 6-4                           |
| 1961      | 피치 켈마이어                      | 캐럴 칼드웰 그래브너               | 3-6, 12-10, 7-5                    |
| 1960      | 캐럴 행크스                        | 파렐 풋맨                          | 6-2, 4-6, 6-3                      |
| 1959      | 도나 플로이드                      | 캐럴 행크스                        | 5-7, 6-2, 6-4                      |
| 1958      | 그윈 토머스                        | 마르타 에르난데스                  | 6-1, 6-2                           |
| 1957      | 로이스 필릭스                      | 팻 노드                            | 7-5, 2-6, 7-5                      |
| 1956      | 욜라 라미레스 오초아               | 메리 앤 미첼                       | 7-5, 6-1                           |
| 1955      | 미미 아널드                        | 바버라 브라이트                    | 6-4, 6-3                           |
| 1954      | 로이스 필릭스                      | 에설 노턴                          | 6-1, 6-3                           |
| 1953      | 델마 코인 롱                       | 애니타 캔터                        | 7-5, 6-2                           |
| 1952      | 애니타 캔터                        | 도리스 포플                        | 6-0, 6-1                           |
| 1951      | 팻 캐닝 토드                       | 마그다 루라크                      | 6-3, 6-4                           |
| 1950      | 베벌리 베이커 플라이츠             | 마그다 루라크                      | 5-7, 6-3, 9-7                      |
| 1949      | 마그다 루라크                      | 베벌리 베이커 플라이츠             | 6-4, 2-6, 6-0                      |
| 1948      | 도로시 헤드 노드                   | 머세데스 매든 루이스               | 6-4, 6-4                           |
| 1947      | 베티 로젠퀘스트                    | 베티 헐버트 제임스                 | 9-7, 6-2                           |
| 1946      | 버지니아 코박스                    | 셜리 프라이 어빈                   | 6-4, 6-1                           |
| 1945      | 폴린 베츠                          | 도로시 번디 체니                   | 6-2, 6-0                           |
| 1944      | 도로시 번디 체니                   | 폴린 베츠                          | 7-5, 6-4                           |
| 1943      | 폴린 베츠                          | 캐서린 울프                        | 6-0, 6-2                           |
| 1942      | 캐서린 울프                        | 모니카 놀런                        | 6-4, 6-1                           |
| 1941      | 폴린 베츠                          | 메리 아널드                        | 6-4, 6-3                           |
| 1940      | 앨리스 마블                        | 그래신 휠러                        | 6-3, 6-4                           |
| 1939      | 캐서린 울프                        | 버지니아 홀링어                    | 6-2, 6-3                           |
| 1938      | 버지니아 홀링어                    | 마거릿 제시                        | 8-6, 1-6, 6-0                      |
| 1937      | 버지니아 홀링어                    | 모니카 놀런                        | 6-3, 6-2                           |
| 1936      | 릴라 포터                          | 버지니아 홀링어                    | 6-4, 6-3                           |
| 1935      | 대공황으로 인해 대회 중단          | 대공황으로 인해 대회 중단          | 대공황으로 인해 대회 중단          |
| 1934      | 그래신 휠러                        | 에스터 바토시                      | 경기 포기 (질병)                   |
| 1933      | 뮤리얼 애덤스                      | 헬렌 풀턴                          | 6-4, 6-4                           |
| 1932      | 도로시 웨이젤 해크                 | 클라라 루이즈 징크                 | 6-1, 6-0                           |
| 1931      | 클라라 루이즈 징크                 | 루스 리스                          | 6-1, 6-1                           |
| 1930      | 클라라 루이즈 징크                 | 루스 리스                          | 6-2, 6-4                           |
| 1929      | 클라라 루이즈 징크                 | 루스 리스                          | 6-2, 6-3                           |
| 1928      | 미지 글래드먼                      | 클라라 루이즈 징크                 | 6-4, 6-4                           |
| 1927      | 클라라 루이즈 징크                 | 매리언 레이턴                      | 6-4, 4-6, 4-1 (기권)               |
| 1926      | 클라라 루이즈 징크                 | 올가 스트라션 웨일                 | 6-2, 6-2                           |
| 1925      | 마리안 레이튼                      | 클라라 루이즈 징크                 | 6-3, 6-2                           |
| 1924      | 올가 스트라션                      | 클라라 루이즈 징크                 | 6-4, 6-2                           |
| 1923      | 루스 샌더스 코더스                 | 클라라 루이즈 징크                 | 6-0, 7-5                           |
| 1922      | 루스 샌더스 코더스                 | 올가 스트라션                      | 6-3, 6-4                           |
| 1921      | 대회 중단                          | 대회 중단                          | 대회 중단                          |
| 1920      | 루스 샌더스 코더스                 | 루스 킹                            | 6-1, 6-0                           |
| 1919      | 여자 경기 미개최                   | 여자 경기 미개최                   | 여자 경기 미개최                   |
| 1918      | 제1차 세계 대전으로 인해 대회 중단 | 제1차 세계 대전으로 인해 대회 중단 | 제1차 세계 대전으로 인해 대회 중단 |
| 1917      | 캐서린 브라운                      | 윌즈 애덤스 부인                   | 7-5, 0-6, 6-4                      |
| 1916      | 마사 거트리                        | 마거리트 데이비스                  | 6-2, 2-6, 6-1                      |
| 1915      | 몰라 말로리                        | 루스 샌더스 코더스                 | 6-0, 6-4                           |
| 1914      | 루스 샌더스 코더스                 | 캐서린 브라운                      | 7-5, 5-7, 6-2                      |
| 1913      | 루스 샌더스 코더스                 | 마저리 도드                        | 6-2, 6-3                           |
| 1912      | 마저리 도드                        | 메이 서튼                          | 경기 포기                          |
| 1911      | 마저리 도드                        | 헬렌 매클로플린                    | 6-0, 6-2                           |
| 1910      | 미리엄 스티버                      | 리 페어베언                        | 4-6, 8-6, 6-0                      |
| 1909      | 이디스 해넘                        | 마사 킨지                          | 6-3, 6-1                           |
| 1908      | 마사 킨지                          | 마저리 도드                        | 4-6, 8-6, 6-2                      |
| 1907      | 메이 서튼                          | 마사 킨지                          | 6-1, 6-1                           |
| 1906      | 메이 서튼                          | 플로렌스 서튼                      | 7-5, 6-2                           |
| 1905      | 메이 서튼                          | 머틀 매커티어                      | 6-0, 6-0                           |
| 1904      | 머틀 매커티어                      | 위노나 클로스터먼                  | 7-5, 6-3                           |
| 1903      | 위노나 클로스터먼                  | 머틀 매커티어                      | 6-1, 5-7, 6-4                      |
| 1902      | 모드 뱅크스                        | 위노나 클로스터먼                  | 6-2, 6-1                           |
| 1901      | 위노나 클로스터먼                  | 줄리엣 앳킨슨                      | 6-2, 8-6, 6-1                      |
| 1900      | 머틀 매커티어                      | 모드 뱅크스                        | 6-4, 6-8, 6-2, 6-3                 |
| 1899      | 머틀 매커티어                      | 줄리엣 앳킨슨                      | 7-5, 6-1, 4-6, 8-6                 |

### 남자 복식 결승 (오픈 시대)
| 연도 | 우승 팀                           | 준우승 팀                             | 스코어               |
| ---- | --------------------------------- | ------------------------------------- | -------------------- |
| 2010 | 마이크 브라이언 / 밥 브라이언     | 마헤시 부파티 / 막스 미르니           | 6–3, 6–4             |
| 2009 | 대니얼 네스터 / 네나드 지몬지치   | 밥 브라이언 / 마이크 브라이언         | 3–6, 7–6(2), [15–13] |
| 2008 | 밥 브라이언 / 마이크 브라이언     | 요나탄 에를리흐 / 안디 람             | 4-6, 7-6(2), [10-7]  |
| 2007 | 요나탄 에를리흐 / 안디 람         | 밥 브라이언 / 마이크 브라이언         | 4-6, 6-3, [13-11]    |
| 2006 | 요나스 비외르크만 / 막스 미르니   | 밥 브라이언 / 마이크 브라이언         | 7-6, 6-4             |
| 2005 | 요나스 비외르크만 / 막스 미르니   | 웨인 블랙 / 케빈 율리엇               | 6-4, 5-7, 6-2        |
| 2004 | 마크 놀스 / 대니얼 네스터         | 요나스 비외르크만 / 토드 우드브리지   | 7-6, 6-3             |
| 2003 | 밥 브라이언 / 마이크 브라이언     | 웨인 아서스 / 폴 헨리                 | 7-6, 6-4             |
| 2002 | 제임스 블레이크 / 토드 마틴       | 마헤시 부파티 / 막스 미르니           | 7-5, 6-3             |
| 2001 | 마헤시 부파티 / 리앤더 페이스     | 마틴 댐 / 다비드 프리노실             | 7-6, 6-3             |
| 2000 | 토드 우드브리지 / 마크 우드퍼드   | 엘리스 페레이라 / 릭 리치             | 7-6, 6-4             |
| 1999 | 바이런 블랙 / 요나스 비외르크만   | 토드 우드브리지 / 마크 우드퍼드       | 6-1, 2-6, 7-6        |
| 1998 | 마크 놀스 / 대니얼 네스터         | 올리비에 들라이트르 / 파브리스 산토로 | 6-7, 6-4, 6-4        |
| 1997 | 토드 우드브리지 / 마크 우드퍼드   | 마크 필리포시스 / 패트릭 라프터       | 6-4, 6-2             |
| 1996 | 마크 놀스 / 대니얼 네스터         | 샌던 스톨 / 치릴 수크                 | 6-2, 7-5             |
| 1995 | 토드 우드브리지 / 마크 우드퍼드   | 마크 놀스 / 대니얼 네스터             | 6-4, 6-4             |
| 1994 | 알렉스 오브라이언 / 샌던 스톨     | 웨인 페레이라 / 마크 크래츠먼         | 7-6, 3-6, 6-3        |
| 1993 | 앤드리 애거시 / 페트르 코르다     | 스테판 에드베리 / 헨리크 홀름         | 6-4, 7-6             |
| 1992 | 토드 우드브리지 / 마크 우드퍼드   | 패트릭 메켄로 / 조너선 스타크         | 7-6, 6-4             |
| 1991 | 켄 플래치 / 로버트 세구소         | 그랜트 코넬 / 글랜 미치바타           | 6-3, 6-4             |
| 1990 | 대런 케이힐 / 마크 크래츠먼       | 닐 브로드 / 게리 뮬러                 | 7-6, 6-4             |
| 1989 | 켄 플래치 / 로버트 세구소         | 피터 알드리치 / 대니 비서             | 6-4, 6-4             |
| 1988 | 릭 리치 / 짐 퍼                   | 짐 그랩 / 패트릭 메켄로               | 6-2, 6-4             |
| 1987 | 켄 플래치 / 로버트 세구소         | 스티브 덴턴 / 존 피츠제럴드           | 7-5, 6-3             |
| 1986 | 마크 크래츠먼 / 킴 워위크         | Christo Steyn / 대니 비서             | 6-3, 6-4             |
| 1985 | 스테판 에드베리 / 안데르스 야뤼드 | 요아킴 뉘스트룀 / 매츠 빌랜더         | 4-6, 6-2, 6-3        |
| 1984 | 프란시스코 곤살레스 / 맷 미첼     | 샌디 마이어 / 발라주 타로치           | 4-6, 6-3, 7-6        |
| 1983 | 빅터 아마야 / 팀 걸릭슨           | 카를로스 키르마요르 / 카시오 모타     | 6-4, 6-3             |
| 1982 | 피터 플레밍 / 존 메켄로           | 스티브 덴턴 / 마크 에드먼드슨         | 6-2, 6-3             |
| 1981 | 존 메켄로 / 퍼디 테이건           | 밥 루츠 / 스탠 스미스                 | 7-6, 6-3             |
| 1980 | 브루스 맨슨 / 브라이언 티처       | 보이텍 피바크 / 이반 렌들             | 6-7, 7-5, 6-4        |
| 1979 | 브라이언 갓필드 / 일리에 나스타시 | 밥 루츠 / 스탠 스미스                 | 1-6, 6-3, 7-6        |
| 1978 | 진 마이어 / 라울 라미레스         | 이스마일 엘 샤페이 / 브라이언 페얼리  | 6-3, 6-3             |
| 1977 | 존 알렉산더 / 필 덴트             | 밥 휴잇 / 로스코 태너                 | 6-3, 7-6             |
| 1976 | 스탠 스미스 / 에릭 반 딜런        | 에디 디브스 / 해럴드 솔로몬           | 6-1, 6-1             |
| 1975 | 필 덴트 / 클리프 드라이즈데일     | 마르셀로 라라 / 호아킨 로요마요       | 7-6, 6-4             |
| 1974 | 딕 델 / 셔우드 스튜어트           | 제임스 덜레이니 / 존 휘틀링어         | 4-6, 7-6, 6-2        |
| 1973 | 존 알렉산더 / 필 덴트             | 브라이언 갓필드 / 라울 라미레스       | 1-6, 7-6, 7-6        |
| 1972 | 밥 휴잇 / 프루 맥밀런             | 폴 저큰 / 험프리 호스                 | 7-6, 6-4             |
| 1971 | 스탠 스미스 / 에릭 밴딜런         | 샌디 마이어 / 로스코 태너             | 6-4, 6-4             |
| 1970 | 일리에 나스타시 / 이온 치리아크   | 밥 휴잇 / 프루 맥밀런                 | 6-3, 6-4             |
| 1969 | 밥 루츠 / 스탠 스미스             | 아서 애시 / 찰리 파사렐               | 6-3, 6-4             |
| 1968 | 론 골드먼 / 윌리엄 브라운         | 호아킨 로요마요 / 하이메 피욜         | 10-8, 6-3            |

### 여자 복식 결승 (오픈 시대)
| 연도      | 우승 팀                             |
| --------- | ----------------------------------- |
| 2010      | 마리아 키릴렌코 / 빅토리아 아자렌카 |
| 2009      | 카라 블랙 / 리즐 후버               |
| 2008      | 마리아 키릴렌코 / 나디아 페트로바   |
| 2007      | 베서니 매틱 / 사니아 미르자         |
| 2006      | 마리아 엘레나 카메린 / 기셀라 둘코  |
| 2005      | 로라 그랜빌 / 애비게일 스피어스     |
| 2004      | 질 크레이버스 / 말레이나 바인가트너 |
| 1989-2003 | 여자 경기 미개최                    |
| 1988      | 베스 허 / 캔디 레이놀즈             |
| 1974-87   | 여자 경기 미개최                    |
| 1973      | 팻 워크던 / 일라나 클로스           |
| 1972      | 로지 카살스 / 가일 샹프로           |
| 1971      | 헬렌 걸레이 / 린다 튜로             |
| 1970      | 로지 카살스 / 가일 샹프로           |
| 1969      | 케리 해리스 / 발레리 지젠퍼스       |
| 1968      | 에밀리 버러 / 린다 튜로             |

## 기록

### 개인 기록
| 내용                                                  | 선수                                                      | 회수 |
| 남자 단식 최다 우승                                   | 조지 롯, 보비 리그스, 매츠 빌랜더                         | 4    |
| 남자 단식 최다 연속 우승                              | 레이먼드 D. 리틀, 빌스 라이트, 로버트 리로이, 보비 리그스 | 3    |
| 여자 단식 최다 우승                                   | 루스 샌더스 코더스와 클라라 루이즈 징크                   | 5    |
| 여자 단식 최다 연속 우승                              | 루스 샌더스 코더스, 메이 서튼과 클라라 루이즈 징크        | 3    |
| 남자 복식 최다 우승                                   | 토드 우드브리지와 마크 우드퍼드                           | 4    |
| 여자 복식 최다 우승                                   | 클라라 루이즈 징크                                        | 6    |
| 여자 복식 최다 연속 우승                              | 마사 킨지와 클라라 루이즈 징크                            | 4    |
| 최다 우승 (단·복식 합산, 남자)                        | 레이먼드 D.리틀                                           | 11   |
| 최다 우승 (단·복식 합산, 여자)                        | 클라라 루이즈 징크                                        | 12   |
| 최다 결승 진출 (단·복식 합산, 모든 대회, 남자)        | 윌리엄 탤버트                                             | 14   |
| 최다 결승 진출 (단·복식 합산, 모든 대회, 여자)        | 클라라 루이즈 징크                                        | 18   |
| 최다 1번 시드 배정 (남자, 시드제가 도입된 1927년부터) | 로저 페더러                                               | 6    |
| 최다 1번 시드 배정 (여자, 시드제가 도입된 1927년부터) | 폴린 베츠                                                 | 4    |

### 대회 기록
| 내용                                                                | 회수 |
| 단식 시드 1번 선수가 우승한 회수 (남자, 시드제가 도입된 1927년부터) | 38   |
| 단식 시드 1번 선수가 우승한 회수 (여자, 시드제가 도입된 1927년부터) | 27   |

## 참고
1  1979년 대회는 'ATP 챔피언십'이라고 불리기는 했으나 ATP 랭킹 포인트는 부여되지 않는 비(非)그랑프리 대회로, 보스턴의 'US 프로 챔피언십'에 대한 라이벌 대회 성격의 것이었다. 